# Jüdischer Friedhof (Bauerbach)

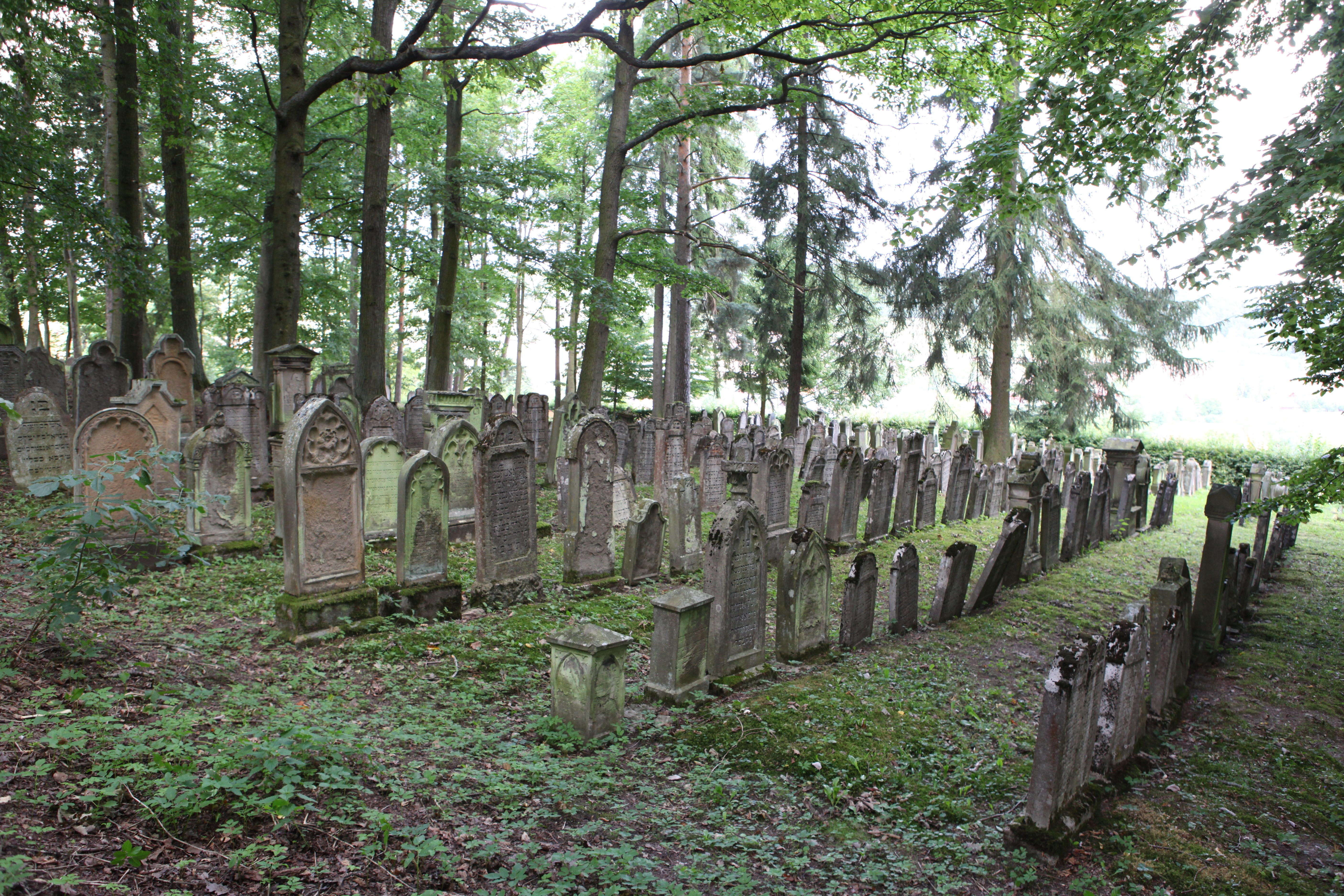
Friedhof

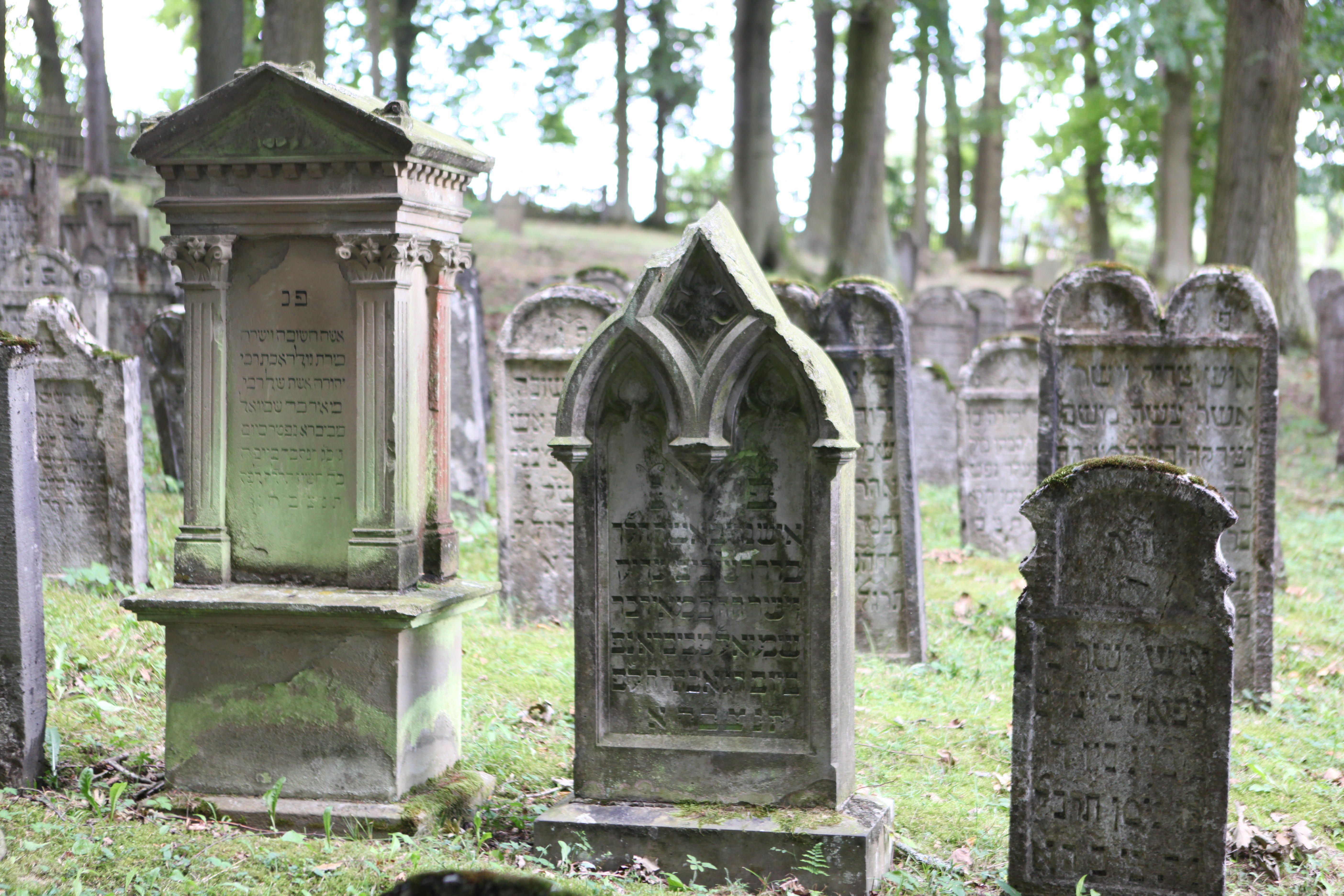
Grabsteine

Der Jüdische Friedhof Bauerbach liegt im thüringischen Ort Bauerbach, einem Ortsteil der Gemeinde Grabfeld.

## Geschichte
Im 17./18. Jahrhundert entstand in Bauerbach eine jüdische Gemeinde. 1811 hatte die Kultusgemeinde 91 Mitglieder in 18 Familien, 1852 lebten 126 Juden im Ort, im Jahr 1913 waren 25 und 1933 noch 13 Personen in vier Familien.
Das Jahr der Anlage des jüdischen Friedhofs ist unbekannt. Die älteste Grabinschrift stammt von 1722. Der Friedhof wurde von den jüdischen Gemeinden aus Bauerbach, Bibra und  Mühlfeld genutzt.

## Lage und Charakterisierung
Der Friedhof liegt südöstlich von Bauerbach an der Krackenwand auf einer Anhöhe im Wald. Er gehört zu den größten Landfriedhöfen Thüringens. Auf einer Fläche von 37 Ar sind noch 365 Grabsteine (Mazewa) vorhanden. Der älteste Teil liegt vorn und hat Grabsteine, die nur Hebräisch beschriftet sind. Der hintere Friedhofsabschnitt auf einer Lichtung ist jüngeren Datums  und weist auch Grabsteine auf, die auf der Vorderseite Hebräisch und auf der Rückseite Deutsch beschriftet sind.